# مسکین (تالش)

## جمعیت
این روستا در دهستان چوبر قرار دارد و براساس سرشماری مرکز آمار ایران در سال ۱۳۸۵، جمعیت آن ۶۱ نفر (۱۲خانوار) بوده‌است.1402 نزدیک به 300خانوار که اهل ویزنه هستند و در بهار تابستان کوچ می کنند